# 仁厚镇 (玉林市)
仁厚镇，是中华人民共和国广西壮族自治区玉林市玉州区下辖的一个乡镇级行政单位。

## 行政区划
仁厚镇下辖以下地区：
上罗村、下罗村、新旺村、荔枝村、大卢村、茂岑村、铁匠村、道良村和仁厚村。